# Belo Jardim
Belo Jardim is een gemeente in de Braziliaanse deelstaat Pernambuco. De gemeente telt 79.507 inwoners (schatting 2022).

## Aangrenzende gemeenten
De gemeente grenst aan Brejo da Madre de Deus, Jataúba, Pesqueira, Sanharó, São Bento en Tacaimbó.

## Geboren
- Otto (1968), zanger en muzikant